# Das Geheimnis (Tschechow)

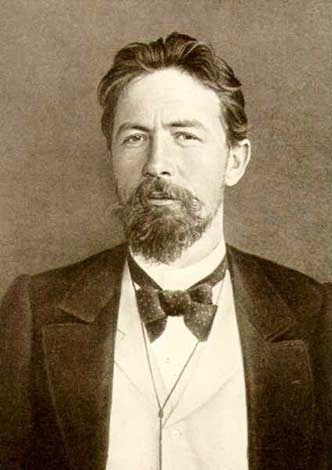
Anton Tschechow

Das Geheimnis (russisch Тайна, Taina) ist eine Kurzgeschichte des russischen Schriftstellers Anton Tschechow, die am 11. April 1887 in der Nr. 15 des Petersburger humoristischen Wochenblattes Oskolki erschien. Zu Lebzeiten des Autors wurde der Text ins Polnische, Serbokroatische und Slowakische übersetzt.

## Inhalt
Am Abend des Ostersonntages sieht der Wirkliche Staatsrat Nawagin die im Flur ausliegenden Einträge in das Gästebuch seines Hauses durch. Nawagin könnte verzweifeln – seit dreizehn Jahren trägt sich Fedjukow ununterbrochen zu Weihnachten als auch zu Ostern ein. Weder seine Ehefrau Sina, eine Spiritistin, noch der Pförtner kennen einen Fedjukow. Seine Exzellenz Nawagin zwingt den Pförtner zum Nachdenken. Das Denkresultat: Außer den Untergebenen Seiner Exzellenz und den Geistlichen mit ihrem Kreuz war niemand weiter da. Nawagin zermartert sich vergeblich das Gehirn. Sina Nawagina ist überzeugt, Fedjukow ist ein Geist, der beschwört werden muss. Papperlapapp – wird die Spiritistin vom Hausherrn abgefertigt.
Insgeheim lässt Nawagin der Gedanke nicht los, es sei doch ein Geist im Spiel; vielleicht der Geist eines Beamten, den Nawagins Vorfahren zum Teufel gejagt hatten oder etwa der Geist eines Mädchens, das Nawagin selber verführt hat. Als Seine Exzellenz nicht mehr weiterweiß, bittet er Sina um Beschwörung Fedjukows. Dessen Stimme ertönt bald. Die kurzen, tiefsinnigen Antworten des Geistes bewirken, Nawagin beschäftigt sich wochenlang mit Hypnotismus, Mediumismus, Spiritismus und geht in die vierte Dimension. Die meisten Untergebenen nehmen auf Anregung Seiner Exzellenz freiwillig das Übersinnliche ernst. Ein alter Exekutor verliert allerdings darüber den Verstand. Zur Publikation in einem spiritistischen Organ verfasst Nawagin innerhalb eines knappen halben Jahres ein dickleibiges Pamphlet – betitelt Ganz meine Meinung. Als das Manuskript abgeschickt werden soll, bestellt Nawagin den Abschreiber des Werkes und den Küster zu sich. Letzterer soll rasch eine Kopie der Geburtsurkunde für den Sohn Seiner Exzellenz ausfertigen. Der Junior soll das Gymnasium besuchen. Nawagin drängt zur Eile.
Kein Problem, versetzt der Küster. Die Urkunde könne morgen schon von einem Boten abgeholt werden. Der Dienstbote solle in der Kirche nur nach dem Küster Fedjukow fragen. Es scheint, als verlöre der Wirkliche Staatsrat Nawagin nun auch noch den Verstand. Fedjukow gibt zu, sobald er, eingereiht in die Schar der Geistlichen, beim Segnen eines der adligen Häuser beteiligt ist, trage er sich immer en passant in jedes der ausliegenden Gästebücher ein. Das sei bei ihm ein innerer Zwang, gegen den er machtlos ist.

## Rezeption
Zu dem Text sind zwei zustimmende Äußerungen überliefert.
- Briefe vom 3. und 12. April 1887 von Alexander Semenowitsch Lasarew-Grusinski[3] an Nikolai Michailowitsch Jeschow.[4]
- Anonyme Rezension im Heft 3 anno 1900 der Zeitschrift Knischny westnik[5] unter der Rubrik Bibliografitscheski obsor[6] auf S. 52.

## Deutschsprachige Ausgaben
Verwendete Ausgabe
- Das Geheimnis. S. 409–414 in Gerhard Dick (Hrsg.) und Wolf Düwel (Hrsg.): Anton Tschechow: Das schwedische Zündholz. Kurzgeschichten und frühe Erzählungen. Deutsch von Georg Schwarz. 668 Seiten. Rütten & Loening, Berlin 1965 (1. Aufl.)[7]